# 飘带果
飘带果（学名：Lactuca undulata）是菊科莴苣属的植物。分布于乌兹别克斯坦、阿富汗、俄罗斯、伊朗、约旦、高加索、哈萨克斯坦、地中海以及中国大陆的新疆等地，生长于海拔500米至2,000米的地区，多生长于山坡和河谷潮湿地，目前尚未由人工引种栽培。